# Натальїнський (Новосибірська область)
Натальїнський (рос. Натальинский) — селище у Каргатському районі Новосибірської області Російської Федерації.
Входить до складу муніципального утворення Верх-Каргатська сільрада. Населення становить 92 особи (2010).

## Історія
Згідно із законом від 2 червня 2004 року органом місцевого самоврядування є Верх-Каргатська сільрада.

## Населення
| 2002 | 2007 | 2010 |
| ---- | ---- | ---- |
| 114  | ↘74  | ↗92  |